# 河村秀則
河村 秀則（かわむら ひでのり、1954年4月3日 - 2024年5月23日 ）は、大阪府出身の元プロ野球選手（外野手）。

## 来歴・人物
桜宮高ではプロの誘いを蹴り、社会人野球のデュプロへ入団。しかし、暫くして退社し、ダンプの運転手をしながら自力で野球修行する。
パワーのある打撃を見せつけテスト合格し、1977年オフにドラフト外で大洋ホエールズへ入団。
しかし、一軍公式戦に出場がないまま、わずか1年で現役を引退した。

## 詳細情報

### 年度別打撃成績
- 一軍公式戦出場なし

### 背番号
- 55 （1978年）